# Bart-Pumphrey-Syndrom
Das Bart-Pumphrey-Syndrom ist eine sehr seltene angeborene Erkrankung mit den Hauptmerkmalen Hautverdickung über den Finger- und Zehengelenken, Leukonychie (weiße Flecken auf den Nägeln) und Taubheit.
Synonyme sind:  Knöchelpolster-Leukonychie-Taubheits-Syndrom; Schwann-Syndrom
Die Namensbezeichnungen beziehen sich auf die Autorin der Erstbeschreibung aus dem Jahre 1963 durch die polnische Dermatologin J. Schwann.
Die Abgrenzung des Syndromes erfolgte im Jahre 1967 durch den US-amerikanischen Dermatologen R. S. Bart und den HNO-Arzt R. E. Pumprey.

## Ursache
Der Erkrankung liegen Mutationen im GJB2-Gen im Chromosom 13 Genort q12.11 zugrunde.

## Klinische Erscheinungen
Klinische Kriterien sind:
- Knöchelpolster über den Interphalangealgelenken der Finger und/oder Zehen bereits beim Säugling oder Kleinkind, eventuell Hyperkeratosen
- etwas später beginnende Leukonychie
- Innenohrschwerhörigkeit bereits als Kleinkind

Beim Erwachsenen möglich: Keratosis palmoplantaris, Hyperhidrose, Hypertrichose, Dupuytren-Krankheit